# Добчин (Мазовецьке воєводство)
Добчин (пол. Dobczyn) — село в Польщі, у гміні Клембув Воломінського повіту Мазовецького воєводства.
Населення — 1162 особи (2011).
У 1975-1998 роках село належало до Остроленцького воєводства.

## Демографія
Демографічна структура станом на 31 березня 2011 року:
|          | Загалом | Допрацездатний вік | Працездатний вік | Постпрацездатний вік |
| -------- | ------- | ------------------ | ---------------- | -------------------- |
| Чоловіки | 575     | 157                | 394              | 24                   |
| Жінки    | 587     | 154                | 358              | 75                   |
| Разом    | 1162    | 311                | 752              | 99                   |